# I liga peruwiańska w piłce nożnej (2005)
Peru 2005
Mistrzem Peru został klub Club Sporting Cristal, natomiast wicemistrzem Peru – klub Cienciano Cuzco.
Do Copa Libertadores w roku 2006 zakwalifikowały następujące kluby:
- Cienciano Cuzco (zwycięzca turnieju Apertura)
- Club Sporting Cristal (zwycięzca turnieju Clausura)
- Universitario Lima (najlepszy w tabeli sumarycznej)

Do Copa Sudamericana w roku 2006 zakwalifikowały się następujące kluby:
- Universidad San Martín Lima (4. miejsce w tabeli sumarycznej)
- Coronel Bolognesi Tacna (5. miejsce w tabeli sumarycznej)

Kluby, które spadły do II ligi:
- Universidad César Vallejo Trujillo (12. miejsce w tabeli spadkowej)
- Atlético Universidad Arequipa (13. miejsce w tabeli spadkowej)

Na miejsce spadkowiczów awansowały następujące kluby:
- José Gálvez Chimbote (zwycięzca turnieju Copa Perú)

I liga pomniejszona została do 12 klubów.

## Torneo Apertura 2005

### Apertura 3
| Data         | Mecz |
| ------------ | --- |
| 5 marca 2005 | Atlético Universidad Arequipa – Cienciano Cuzco 1:1 Ysrael Zúńiga 59 – Sergio Ibarra 65k                                                        |
| 5 marca 2005 | Coronel Bolognesi Tacna – Universitario Lima 0:0                                                                                                |
| 5 marca 2005 | Universidad San Martín Lima – Club Sporting Cristal 1:2 Enrique Ismodes 4 – Gustavo Figueroa 8, Sebastián Domínguez 54                          |
| 5 marca 2005 | Alianza Lima – FBC Melgar 0:1 Hilden Salas 47                                                                                                   |
| 6 marca 2005 | Sport Áncash Huaraz – Sport Boys Callao 1:0 Walter Rojas 91                                                                                     |
| 6 marca 2005 | Universidad César Vallejo Trujillo – Alianza Atlético Sullana 3:3 Rafael Farfán 17, 68, Rodrigo Saraz 32 – Pedro Ascoy 52, 78, Gustavo Buena 73 |

### Apertura 4
| Data          | Mecz |
| ------------- | --- |
| 11 marca 2005 | Universitario Lima – Universidad César Vallejo Trujillo 1:0 Leonardo Lemos 73                                                                |
| 13 marca 2005 | Cienciano Cuzco – Coronel Bolognesi Tacna 2:1 Roberto Silva 45, Carlos Lugo 48 – Renzo Sheput 81                                             |
| 13 marca 2005 | Unión Huaral – Atlético Universidad Arequipa 2:3 Daniel Maldonado 42, César Goya 80 – Juan Montenegro 5, Paul Cominges 10, Hansel Arriaga 40 |
| 13 marca 2005 | FBC Melgar – Sport Áncash Huaraz 3:2 Alexis Aguirre 43, 60, 87 – Franco Geovanny Mendoza 30, Javier Espejo 33                                |
| 13 marca 2005 | Club Sporting Cristal – Alianza Lima 1:1 Carlos Zegarra 82 – Germán Carty 6                                                                  |
| 13 marca 2005 | Alianza Atlético Sullana – Universidad San Martín Lima 0:2 Enrique Ismodes 55, Fernando García 90                                            |

### Apertura 5
| Data          | Mecz |
| ------------- | --- |
| 13 marca 2005 | Sport Áncash Huaraz – Club Sporting Cristal 0:1 Gustavo Figueroa 40                                                                     |
| 13 marca 2005 | Sport Boys Callao – FBC Melgar 2:1 Alfredo Carmona 60k, Gustavo Vassallo 84 – Johny Vegas 32                                            |
| 13 marca 2005 | Coronel Bolognesi Tacna – Unión Huaral 0:2 Daniel Maldonado 67, César Goya 83                                                           |
| 13 marca 2005 | Universidad César Vallejo Trujillo – Cienciano Cuzco 0:1 Arnulfo Valentierra 22                                                         |
| 13 marca 2005 | Universidad San Martín Lima – Universitario Lima 1:3 José Chacón 50 – Javier Molina 23, 35k, Gregorio Bernales 51                       |
| 13 marca 2005 | Alianza Lima – Alianza Atlético Sullana 5:0 Aldo Olcese 22, José Soto 44k, Rodrigo Astudillo 71, Carlos Fernández 79, Wilmer Aguirre 85 |

### Apertura 6
| Data          | Mecz |
| ------------- | --- |
| 19 marca 2005 | Atlético Universidad Arequipa – Coronel Bolognesi Tacna 1:0 Paul Cominges 14                                                      |
| 20 marca 2005 | Cienciano Cuzco – Universidad San Martín Lima 1:0 Sergio Ibarra 35                                                                |
| 20 marca 2005 | Unión Huaral – Universidad César Vallejo Trujillo 2:2 John Hinostroza 17, César Goya 84 – Raúl Robles 15, Rodrigo Saraz 75        |
| 20 marca 2005 | Club Sporting Cristal – Sport Boys Callao 4:1 Jorge Antonio Soto 26k, 62, Carlos Zegarra 30, José Moisela 64 – Gustavo Vasallo 46 |
| 20 marca 2005 | Alianza Atlético Sullana – Sport Áncash Huaraz 1:1 Pedro Ascoy 31 – Juan Figueroa 39                                              |
| 20 marca 2005 | Universitario Lima – Alianza Lima 2:2 Alex Magallanes 17, Javier Molina 36k – Aldo Olcese 20, Juan José Jayo 53                   |

### Apertura 7
| Data            | Mecz |
| --------------- | --- |
| 1 kwietnia 2005 | Alianza Lima – Cienciano Cuzco 6:2 Juan Diego González Vigil 18, 70, 81, 91, Kohji Aparicio 55, 66k – Arnulfo Valentierra 26k, Juan Bazalar 90               |
| 2 kwietnia 2005 | Sport Boys Callao – Alianza Atlético Sullana 2:2 Jean Ferrari 26, Christian Jeandet 51 – Roberto Jiménez 15, Víctor Miranda 62                               |
| 2 kwietnia 2005 | Universidad San Martín Lima – Unión Huaral 0:1 Ryan Salazar 52                                                                                               |
| 3 kwietnia 2005 | Sport Áncash Huaraz – Universitario Lima 0:0 |
| 3 kwietnia 2005 | FBC Melgar – Club Sporting Cristal 1:1 Antonio Serrano 36k – Carlos Zegarra 24                                                                               |
| 3 kwietnia 2005 | Universidad César Vallejo Trujillo – Atlético Universidad Arequipa 3:2 Antonio Meza Cuadra 4, 9, Francisco Hernández 92 – Paul Cominges 29, Ysrael Zúńiga 46 |

### Apertura 8
| Data             | Mecz |
| ---------------- | --- |
| 9 kwietnia 2005  | Atlético Universidad Arequipa – Universidad San Martín Lima 1:0 Juan Pajuelo 79                                            |
| 10 kwietnia 2005 | Alianza Atlético Sullana – FBC Melgar 1:1 Víctor Miranda 70k – Johny Vegas 78k                                             |
| 10 kwietnia 2005 | Cienciano Cuzco – Sport Áncash Huaraz 1:0 Juan Bazalar 50                                                                  |
| 10 kwietnia 2005 | Unión Huaral – Alianza Lima 1:1 César Goya 22 – Junior Viza 51                                                             |
| 10 kwietnia 2005 | Coronel Bolognesi Tacna – Universidad César Vallejo Trujillo 1:1 Renzo Revoredo 15 – Roberto Holsen 35k                    |
| 10 kwietnia 2005 | Universitario Lima – Sport Boys Callao 4:1 Javier Pereyra 10, Mauricio Mendoza 40, 74, Alex Magallanes 45 – Pedro Plaza 38 |

### Apertura 9
| Data             | Mecz                                                                                                  |
| ---------------- | --- |
| 15 kwietnia 2005 | Sport Boys Callao – Cienciano Cuzco 1:0 Gustavo Vasallo 23                                            |
| 15 kwietnia 2005 | Universidad San Martín Lima – Coronel Bolognesi Tacna 1:1 Juan Carlos Benítez 87k – Luciano Abalos 58 |
| 16 kwietnia 2005 | Alianza Lima – Atlético Universidad Arequipa 1:1 Junior Viza 76 – Christian Zúńiga 66                 |
| 17 kwietnia 2005 | Sport Áncash Huaraz – Unión Huaral 2:1 Juan Carrillo 66, Mario Gómez 87 – Daniel Maldonado 40         |
| 17 kwietnia 2005 | FBC Melgar – Universitario Lima 0:2 Javier Molina 77, Carlos Flores 87                                |
| 17 kwietnia 2005 | Club Sporting Cristal – Alianza Atlético Sullana 1:1 Henry Quinteros 89 – Roberto Jiménez 34          |

### Apertura 10
| Data             | Mecz |
| ---------------- | --- |
| 17 kwietnia 2005 | Cienciano Cuzco – FBC Melgar 1:0 Ramón Rodríguez del Solar 82                                                                        |
| 17 kwietnia 2005 | Unión Huaral – Sport Boys Callao 1:0 Javier Salazar 75                                                                               |
| 17 kwietnia 2005 | Atlético Universidad Arequipa – Sport Áncash Huaraz 1:0 Martín Tenemás 22                                                            |
| 17 kwietnia 2005 | Coronel Bolognesi Tacna – Alianza Lima 2:2 Renzo Sheput 59, Gianfranco Labarthe Tome 74 – Juan Diego González Vigil18, Johan Fano 81 |
| 17 kwietnia 2005 | Universidad César Vallejo Trujillo – Universidad San Martín Lima 0:0                                                                 |
| 17 kwietnia 2005 | Universitario Lima – Club Sporting Cristal 1:0 Mauricio Mendoza 92                                                                   |

### Apertura 11
| Data             | Mecz |
| ---------------- | --- |
| 23 kwietnia 2005 | Club Sporting Cristal – Cienciano Cuzco 1:2 Luis Bonnet 89 – Ramón Rodríguez del Solar 30, Arnulfo Valentierra 82                             |
| 24 kwietnia 2005 | Sport Áncash Huaraz – Coronel Bolognesi Tacna 2:1 Natalio Portillo 14, Renzo Benavides 18 – Gianfranco Labarthe Tome 71                       |
| 24 kwietnia 2005 | Sport Boys Callao – Atlético Universidad Arequipa 1:0 Víctor Rossel 27                                                                        |
| 24 kwietnia 2005 | FBC Melgar – Unión Huaral 2:2 Johny Vegas 22, Miguel Huertas 56 – Daniel Maldonado 47, César Goya 79                                          |
| 24 kwietnia 2005 | Alianza Atlético Sullana – Universitario Lima 0:1 Carlos Flores 31                                                                            |
| 24 kwietnia 2005 | Alianza Lima – Universidad César Vallejo Trujillo 3:1 Juan Diego González Vigil8, José Soto 57, Rodrigo Astudillo 88 – Francisco Hernández 61 |

### Apertura 12
| Data             | Mecz |
| ---------------- | --- |
| 30 kwietnia 2005 | Unión Huaral – Club Sporting Cristal 1:2 Ryan Salazar 71 – Luis Bonnet 4, Gustavo Figueroa 29                               |
| 30 kwietnia 2005 | Atlético Universidad Arequipa – FBC Melgar 0:0                                                                              |
| 30 kwietnia 2005 | Universidad San Martín Lima – Alianza Lima 1:1 Pedro García 76 – Osvaldo Mackenzie 24                                       |
| 1 maja 2005      | Cienciano Cuzco – Alianza Atlético Sullana 4:1 Miguel Mostto 24, 32, Carlos Lugo 70, Roberto Silva 79 – William Chiroque 40 |
| 1 maja 2005      | Coronel Bolognesi Tacna – Sport Boys Callao 1:1 Renzo Sheput 47k – Alfredo Carmona 45                                       |
| 1 maja 2005      | Universidad César Vallejo Trujillo – Sport Áncash Huaraz 1:1 Manuel Corrales 6 – Sebastián Viera 39                         |

### Apertura 13
| Data        | Mecz |
| ----------- | --- |
| 7 maja 2005 | Sport Boys Callao – Universidad César Vallejo Trujillo 2:1 Gustavo Vasallo 28k, Cristian Jeandet 93 – Raúl Robles 31 |
| 7 maja 2005 | FBC Melgar – Coronel Bolognesi Tacna 2:0 José Herrera 22, Paulo Medina 92                                            |
| 7 maja 2005 | Universitario Lima – Cienciano Cuzco 1:0 Javier Molina 14                                                            |
| 8 maja 2005 | Sport Áncash Huaraz – Universidad San Martín Lima 2:1 Víctor Cárdenas 37, Juan Carrillo 91 – Pedro García 49k        |
| 8 maja 2005 | Club Sporting Cristal – Atlético Universidad Arequipa 2:0 Jorge Antonio Soto 57, Miguel Villalta 75                  |
| 8 maja 2005 | Alianza Atlético Sullana – Unión Huaral 1:1 Víctor Miranda 61 – Daniel Maldonado 50                                  |

### Apertura 14
| Data        | Mecz |
| ----------- | --- |
| 8 maja 2005 | Universitario Lima – Unión Huaral 1:2 Mauricio Mendoza 25 – Walter Reyes 18, César Goya 37                                                          |
| 8 maja 2005 | Alianza Atlético Sullana – Atlético Universidad Arequipa 5:1 Isaac Ponte 31, 34, John Jailer Moreno 55, 87, William Chiroque 70 – Gerardo Gárate 77 |
| 8 maja 2005 | Club Sporting Cristal – Coronel Bolognesi Tacna 1:2 Luis Bonnet 59 – Carlos Marczuk 45, Junior Ross 91                                              |
| 8 maja 2005 | FBC Melgar – Universidad César Vallejo Trujillo 3:2 Hilden Salas 7, Paulo Medina 53, Ricardo Caldas 83 – Roberto Holsen 56, Gianmarko Loncharich 81 |
| 8 maja 2005 | Sport Boys Callao – Universidad San Martín Lima 1:1 Henry Colán 45 – Pablo Lugüercio 36                                                             |
| 8 maja 2005 | Sport Áncash Huaraz – Alianza Lima 4:1 Diego Viera 48, Natalio Portillo 50, 61, Renzo Benavides 57 – Juan Diego González Vigil35                    |

### Apertura 15
| Data        | Mecz                                                                                             |
| ----------- | ------------------------------------------------------------------------------------------------ |
| 8 maja 2005 | Unión Huaral – Cienciano Cuzco 0:1 Roberto Silva 65                                              |
| 8 maja 2005 | Alianza Lima – Sport Boys Callao 2:1 Juan Diego González Vigil15, José Soto 30k – Henry Colán 75 |
| 8 maja 2005 | Universidad San Martín Lima – FBC Melgar 2:1 Jorge Huamán 49, Pablo Lugüercio 63k – César Doy 91 |
| 8 maja 2005 | Universidad César Vallejo Trujillo – Club Sporting Cristal 1:0 Manuel Corrales 31                |
| 8 maja 2005 | Coronel Bolognesi Tacna – Alianza Atlético Sullana 0:0                                           |
| 8 maja 2005 | Atlético Universidad Arequipa – Universitario Lima 1:1 Ysrael Zúńiga 42 – Piero Alva 78          |

### Apertura 16
| Data            | Mecz |
| --------------- | --- |
| 11 czerwca 2005 | Universitario Lima – Coronel Bolognesi Tacna 1:1 Juan Flores 75k – Junior Ross 1                                                                        |
| 11 czerwca 2005 | Club Sporting Cristal – Universidad San Martín Lima 1:1 David Soria Yoshinari 33 – Hernán Rengifo 20                                                    |
| 12 czerwca 2005 | Sport Boys Callao – Sport Áncash Huaraz 4:0 Henry Colán 16, Gustavo Vasallo 60, 89, José Corcuera 91                                                    |
| 12 czerwca 2005 | Cienciano Cuzco – Atlético Universidad Arequipa 4:3 Miguel Mostto 15, 22, 65, Manuel Arboleda 19 – Juan Montenegro 20, 33, Paul Cominges 48             |
| 12 czerwca 2005 | Alianza Atlético Sullana – Universidad César Vallejo Trujillo 2:2 Isaac Ponte 21, John Jailer Moreno 55 – Rodrigo Saraz 3, Francisco Hernández 70       |
| 12 czerwca 2005 | FBC Melgar – Alianza Lima 2:6 José Herrera 46, Johny Vegas 75 – Juan Diego González Vigil 40, 65, José Soto 54k, Wilmer Aguirre 55, 84, Jesús Chávez 88 |

### Apertura 17
| Data            | Mecz |
| --------------- | --- |
| 15 czerwca 2005 | Coronel Bolognesi Tacna – Cienciano Cuzco 0:0                                                                                         |
| 15 czerwca 2005 | Atlético Universidad Arequipa – Unión Huaral 0:0                                                                                      |
| 15 czerwca 2005 | Sport Áncash Huaraz – FBC Melgar 3:2 Víctor Cartagena 39, Juan Figueroa 63, Víctor Cárdenas 92 – Diego Bustamante 49, Hilden Salas 82 |
| 15 czerwca 2005 | Alianza Lima – Club Sporting Cristal 2:0 Carlos Fernández 66, Juan José Jayo 90                                                       |
| 15 czerwca 2005 | Universidad San Martín Lima – Alianza Atlético Sullana 0:0                                                                            |
| 16 czerwca 2005 | Universidad César Vallejo Trujillo – Universitario Lima 0:2 Alex Magallanes 35, Luis Tonelotto 80                                     |

### Apertura 18
| Data            | Mecz |
| --------------- | --- |
| 18 czerwca 2005 | Universitario Lima – Universidad San Martín Lima 2:1 Donny Neyra 29, Alex Magallanes 47 – Pedro García 51k                   |
| 19 czerwca 2005 | Club Sporting Cristal – Sport Áncash Huaraz 2:0 Miguel Villalta 63, 72                                                       |
| 19 czerwca 2005 | FBC Melgar – Sport Boys Callao 2:1 Hilden Salas 79, Antonio Serrano 88 – Alfredo Carmona 13                                  |
| 19 czerwca 2005 | Unión Huaral – Coronel Bolognesi Tacna 1:1 Javier Salazar 23 – Roberto Demus 60                                              |
| 19 czerwca 2005 | Cienciano Cuzco – Universidad César Vallejo Trujillo 3:0 Ramón Rodríguez del Solar 29, Paolo de la Haza 60, Sergio Ibarra 91 |
| 19 czerwca 2005 | Alianza Atlético Sullana – Alianza Lima 0:2 Carlos Fernández 48, 70                                                          |

### Apertura 19
| Data            | Mecz |
| --------------- | --- |
| 25 czerwca 2005 | Universidad San Martín Lima – Cienciano Cuzco 2:0 Hernán Rengifo 60, Roller Cambindo 70                                                           |
| 25 czerwca 2005 | Universidad César Vallejo Trujillo – Unión Huaral 3:0 Antonio Meza Cuadra 9, Rodrigo Saraz 49, 85                                                 |
| 25 czerwca 2005 | Alianza Lima – Universitario Lima 0:0 |
| 26 czerwca 2005 | Coronel Bolognesi Tacna – Atlético Universidad Arequipa 2:1 Roberto Demus 67k, 69 – Mauricio Montes 86                                            |
| 26 czerwca 2005 | Sport Boys Callao – Club Sporting Cristal 1:1 Gustavo Vassallo 78 – Jorge Antonio Soto 25                                                         |
| 26 czerwca 2005 | Sport Áncash Huaraz – Alianza Atlético Sullana 3:2 Franco Geovanny Mendoza 12, Nilson Alvarez 45, Natalio Portillo 79 – John Jailer Moreno 66, 89 |

### Apertura 20
| Data            | Mecz |
| --------------- | --- |
| 26 czerwca 2005 | Universitario Lima – Sport Áncash Huaraz 2:1 Javier Pereyra 9, Juan Flores 43k – Ismael Regalado 30                                                     |
| 26 czerwca 2005 | Alianza Atlético Sullana – Sport Boys Callao 0:3 Víctor Rossel 1, 58, Henry Colán 4                                                                     |
| 26 czerwca 2005 | Club Sporting Cristal – FBC Melgar 3:3 Jorge Antonio Soto 53, Martín Arriola 70s, Sergio Leal 82 – Antonio Serrano 75, Hilden Salas 77, José Herrera 90 |
| 26 czerwca 2005 | Atlético Universidad Arequipa – Universidad César Vallejo Trujillo 2:2 Juan Pajuelo 2, Juan Montenegro 39k – Lee Andonaire 54, Gary Arias 84            |
| 26 czerwca 2005 | Unión Huaral – Universidad San Martín Lima 1:2 Daniel Maldonado 26k – Gerardo Morales 10, Hernán Rengifo 30                                             |
| 26 czerwca 2005 | Cienciano Cuzco – Alianza Lima 3:1 Sergio Ibarra 10, 31, 85 – Juan José Jayo 64                                                                         |

### Apertura 21
| Data            | Mecz |
| --------------- | --- |
| 26 czerwca 2005 | Sport Áncash Huaraz – Cienciano Cuzco 2:1 José Martín Menacho 57, Renzo Benavides 91 – Carlos Orejuela 16                                      |
| 26 czerwca 2005 | Alianza Lima – Unión Huaral 0:0 |
| 26 czerwca 2005 | Universidad San Martín Lima – Atlético Universidad Arequipa 5:0 Hernán Rengifo 15, Pedro García 38, Enrique Ismodes 76, Gerardo Morales 86, 91 |
| 26 czerwca 2005 | Universidad César Vallejo Trujillo – Coronel Bolognesi Tacna 0:2 Gianfranco Espinoza 52, Luis Ramírez 74                                       |
| 26 czerwca 2005 | FBC Melgar – Alianza Atlético Sullana 2:3 Paulo Medina 8, José Herrera 38k – Víctor Miranda 31, 51, Gustavo Buena 48                           |
| 26 czerwca 2005 | Sport Boys Callao – Universitario Lima 1:1 Henry Colán 10 – Luis Tonelotto 21                                                                  |

### Apertura 22
| Data          | Mecz |
| ------------- | --- |
| 9 lipca 2005  | Universitario Lima – FBC Melgar 4:0 Luis Tonelotto 58, 84, Piero Alva 77, José Pereda 88                                            |
| 9 lipca 2005  | Atlético Universidad Arequipa – Alianza Lima 0:1 José Soto 56k                                                                      |
| 9 lipca 2005  | Coronel Bolognesi Tacna – Universidad San Martín Lima 2:0 Junior Ross 29, 74                                                        |
| 10 lipca 2005 | Unión Huaral – Sport Áncash Huaraz 0:0                                                                                              |
| 10 lipca 2005 | Cienciano Cuzco – Sport Boys Callao 3:0 Miguel Mostto 65, Juan Carlos Bazalar 84, 92                                                |
| 10 lipca 2005 | Alianza Atlético Sullana – Club Sporting Cristal 1:3 Víctor Miranda 51k – Luis Bonnet 22k, Sergio Leal 29, David Soria Yoshinari 55 |

### Apertura 23
| Data          | Mecz |
| ------------- | --- |
| 10 lipca 2005 | FBC Melgar – Cienciano Cuzco 0:1 Miguel Mostto 80                                                                       |
| 10 lipca 2005 | Sport Boys Callao – Unión Huaral 2:1 Víctor Rossel 42, Henry Colán 75 – Ryan Salazar 21                                 |
| 10 lipca 2005 | Sport Áncash Huaraz – Atlético Universidad Arequipa 2:1 Natalio Portillo 5, Franco Geovanny Mendoza 89 – Larry Yáñez 63 |
| 10 lipca 2005 | Alianza Lima – Coronel Bolognesi Tacna 0:0                                                                              |
| 10 lipca 2005 | Universidad San Martín Lima – Universidad César Vallejo Trujillo 2:0 Hernán Rengifo 23, Pedro García 72                 |
| 10 lipca 2005 | Club Sporting Cristal – Universitario Lima 2:2 Luis Bonnet 22, 80 – Luis Tonelotto 62, Leonardo Lemos 91                |

### Apertura 24
| Data          | Mecz |
| ------------- | --- |
| 16 lipca 2005 | Coronel Bolognesi Tacna – Sport Áncash Huaraz 2:1 Roberto Demus 5, 39 – Ismael Regalado 82                                                        |
| 16 lipca 2005 | Atlético Universidad Arequipa – Sport Boys Callao 2:2 Larry Yáñez 19, Juan Montenegro 90k – Gustavo Vassallo 27, Jean Ferrari 79                  |
| 16 lipca 2005 | Universitario Lima – Alianza Atlético Sullana 5:2 Piero Alva 3, 48, 72, Luis Tonelotto 57, Javier Molina 83 – Nelson Roque 6, William Chiroque 25 |
| 17 lipca 2005 | Unión Huaral – FBC Melgar 0:1 José Herrera 71 |
| 17 lipca 2005 | Cienciano Cuzco – Club Sporting Cristal 2:0 Miguel Mostto 27, Carlos Lugo 82                                                                      |
| 17 lipca 2005 | Universidad César Vallejo Trujillo – Alianza Lima 1:1 Manuel Corrales 64 – Wilmer Aguirre 58                                                      |

### Apertura 25
| Data          | Mecz |
| ------------- | --- |
| 17 lipca 2005 | Alianza Atlético Sullana – Cienciano Cuzco 1:1 Henry Ramírez 14 – Miguel Mostto 53                                                  |
| 17 lipca 2005 | Club Sporting Cristal – Unión Huaral 3:2 Luis Bonnet 59k, Carlos Zegarra 71, Jorge Antonio Soto 79 – Ryan Salazar 5, Jorge Reyes 23 |
| 17 lipca 2005 | FBC Melgar – Atlético Universidad Arequipa 1:1 José Guevara 9 – Paul Cominges 73                                                    |
| 17 lipca 2005 | Sport Boys Callao – Coronel Bolognesi Tacna 0:2 Junior Ross 18, Roberto Demus 25                                                    |
| 17 lipca 2005 | Sport Áncash Huaraz – Universidad César Vallejo Trujillo 1:0 Sebastián Viera 34                                                     |
| 17 lipca 2005 | Alianza Lima – Universidad San Martín Lima 1:1 Johan Fano 5 – Hernán Rengifo 52                                                     |

### Apertura 26
| Data          | Mecz |
| ------------- | --- |
| 23 lipca 2005 | Coronel Bolognesi Tacna – FBC Melgar 3:1 Roberto Demus 5, Norbil Romero 62, Jorge Johan Vásquez 83 – Diego Bustamante 65                    |
| 24 lipca 2005 | Universidad San Martín Lima – Sport Áncash Huaraz 1:0 Pablo Lugüercio 22                                                                    |
| 24 lipca 2005 | Universidad César Vallejo Trujillo – Sport Boys Callao 1:1 Antonio Meza Cuadra 55 – Milton Marquillo 75                                     |
| 24 lipca 2005 | Atlético Universidad Arequipa – Club Sporting Cristal 1:2 Juan Montenegro 84k – Miguel Villalta 21, Charly Vicente 47                       |
| 24 lipca 2005 | Unión Huaral – Alianza Atlético Sullana 2:3 Rodrigo Gauna 44, Daniel Maldonado 46 – Víctor Miranda 17k, Diego Martínez, 24, Dúber Zapata 83 |
| 24 lipca 2005 | Cienciano Cuzco – Universitario Lima 2:0 Sergio Ibarra 46, Roberto Silva 85                                                                 |

### Apertura 2
Kolejka przeniesiona została z 27 lutego na 27 lipca.
| Data          | Mecz |
| ------------- | --- |
| 27 lipca 2005 | Cienciano Cuzco – Unión Huaral 1:0 Miguel Mostto 27 |
| 27 lipca 2005 | Sport Boys Callao – Alianza Lima 1:0 Víctor Rossel 19                                                                                                  |
| 27 lipca 2005 | FBC Melgar – Universidad San Martín Lima 3:0 José Herrera 19, 66, Hilden Salas 22                                                                      |
| 27 lipca 2005 | Club Sporting Cristal – Universidad César Vallejo Trujillo 1:1 Luis Bonnet 32 – Gary Arias 91                                                          |
| 27 lipca 2005 | Alianza Atlético Sullana – Coronel Bolognesi Tacna 0:1 Luis Ramírez 16                                                                                 |
| 27 lipca 2005 | Universitario Lima – Atlético Universidad Arequipa 3:2 Leonardo Lemos 34, Luis Hernández 49, Luis Tonelotto 51 – Paul Cominges 17, Christian Zúńiga 68 |

### Apertura 1
Kolejka przeniesiona została z 19-20 lutego na 31 lipca.
| Data          | Mecz |
| ------------- | --- |
| 31 lipca 2005 | Alianza Lima – Sport Áncash Huaraz 4:0 Oscar Vílchez 20, 43, Juan Diego González Vigil 27, José Soto 43                                      |
| 31 lipca 2005 | Coronel Bolognesi Tacna – Club Sporting Cristal 0:0                                                                                          |
| 31 lipca 2005 | Unión Huaral – Universitario Lima 1:1 Ryan Salazar 49, Orlando Contreras 67s                                                                 |
| 31 lipca 2005 | Atlético Universidad Arequipa – Alianza Atlético Sullana 1:0 Paul Cominges 4                                                                 |
| 31 lipca 2005 | Universidad César Vallejo Trujillo – FBC Melgar 2:0 Rodrigo Saraz 25, Martín Vasquez 45                                                      |
| 31 lipca 2005 | Universidad San Martín Lima – Sport Boys Callao 3:2 Hernán Rengifo 24, Wilmer Carrillo 27, Pedro García 88 – Victor Rossel 7, Henry Colan 50 |

### Tabela końcowa turnieju Apertura 2005
| Poz | Klub                               | Mecze | Zw | Rem | Por | Pkt | BrZd | BrStr |
| --- | ---------------------------------- | ----- | -- | --- | --- | --- | ---- | ----- |
| 1   | Cienciano Cuzco                    | 24    | 16 | 3   | 5   | 51  | 37   | 21    |
| 2   | Universitario Lima                 | 24    | 13 | 9   | 2   | 48  | 40   | 20    |
| 3   | Alianza Lima                       | 24    | 9  | 11  | 4   | 38  | 43   | 25    |
| 4   | Club Sporting Cristal              | 24    | 9  | 9   | 6   | 36  | 34   | 28    |
| 5   | Coronel Bolognesi Tacna            | 24    | 8  | 11  | 5   | 35  | 25   | 20    |
| 6   | Sport Áncash Huaraz                | 24    | 10 | 4   | 10  | 34  | 28   | 33    |
| 7   | Universidad San Martín Lima        | 24    | 8  | 7   | 9   | 31  | 28   | 26    |
| 8   | Sport Boys Callao                  | 24    | 8  | 7   | 9   | 31  | 31   | 34    |
| 9   | FBC Melgar                         | 24    | 7  | 6   | 11  | 27  | 32   | 42    |
| 10  | Atlético Universidad Arequipa      | 24    | 5  | 8   | 11  | 23  | 26   | 40    |
| 11  | Universidad César Vallejo Trujillo | 24    | 4  | 10  | 10  | 22  | 27   | 36    |
| 12  | Unión Huaral                       | 24    | 4  | 9   | 11  | 21  | 24   | 32    |
| 13  | Alianza Atlético Sullana           | 24    | 3  | 10  | 11  | 19  | 29   | 47    |

### Klasyfikacja strzelców bramek Apertura 2005
| Gole | Piłkarz                   | Klub                          |
| ---- | ------------------------- | ----------------------------- |
| 11   | Juan Diego González Vigil | Alianza Lima                  |
| 10   | Miguel Mostto             | Cienciano Cuzco               |
| 8    | Luis Bonnet               | Club Sporting Cristal         |
| 8    | Gustavo Vassallo          | Sport Boys Callao             |
| 8    | Paul Cominges             | Atlético Universidad Arequipa |
| 7    | / Sergio Ibarra           | Cienciano Cuzco               |
| 7    | Luis Tonelotto            | Universitario Lima            |
| 7    | Roberto Demus             | Coronel Bolognesi Tacna       |
| 7    | Hernán Rengifo            | Universidad San Martín Lima   |
| 7    | Henry Colan               | Sport Boys Callao             |
| 7    | Daniel Maldonado          | Unión Huaral                  |
| 7    | Víctor Miranda            | Alianza Atlético Sullana      |

## Torneo Clausura 2005

### Clausura 1
| Data            | Mecz |
| --------------- | --- |
| 6 sierpnia 2005 | Coronel Bolognesi Tacna – FBC Melgar 3:0 Junior Ross 40, Roberto Demus 63, Carlos Marczuk 70                                  |
| 6 sierpnia 2005 | Universidad César Vallejo Trujillo – Unión Huaral 0:1 Juan Nakaya 91                                                          |
| 6 sierpnia 2005 | Universidad San Martín Lima – Cienciano Cuzco 2:0 José Chacon 38, Hernán Rengifo 41                                           |
| 6 sierpnia 2005 | Sport Boys Callao – Alianza Atlético Sullana 0:0                                                                              |
| 6 sierpnia 2005 | Atlético Universidad Arequipa – Universitario Lima 3:1 Paul Cominges 20, Christian Zuñiga 58, Héctor Rojas 91 – José Pereda 4 |
| 7 sierpnia 2005 | Sport Áncash Huaraz – Club Sporting Cristal 0:0                                                                               |

### Clausura 2
| Data             | Mecz |
| ---------------- | --- |
| 10 sierpnia 2005 | Cienciano Cuzco – Sport Áncash Huaraz 1:2 Miguel Mostto 47 – Sebastián Viera 20, José Martín Menacho 85                   |
| 10 sierpnia 2005 | FBC Melgar – Universidad César Vallejo Trujillo 2:1 Paul Rodríguez 7, Antonio Serrano 71 – Federico Lagorio 89            |
| 10 sierpnia 2005 | Club Sporting Cristal – Sport Boys Callao 0:0                                                                             |
| 10 sierpnia 2005 | Unión Huaral – Universidad San Martín Lima 0:2 Hernán Rengifo 35, Enrique Ismodes 90                                      |
| 10 sierpnia 2005 | Alianza Lima – Coronel Bolognesi Tacna 1:2 Wenceslao Fernández 20 – Norbil Romero 44, Roberto Demus 62                    |
| 17 sierpnia 2005 | Alianza Atlético Sullana – Atlético Universidad Arequipa 3:1 Roberto Jimenez 54, Isaac Ponte 73, 77 – Christian Zuñiga 89 |

### Clausura 3
| Data             | Mecz |
| ---------------- | --- |
| 13 sierpnia 2005 | Universidad César Vallejo Trujillo – Alianza Lima 1:0 John Jailer Moreno 40                                                                                 |
| 13 sierpnia 2005 | Atlético Universidad Arequipa – Club Sporting Cristal 1:2 Christian Zuñiga 14 – Ysrael Zúñiga 7, William Chiroque 36                                        |
| 14 sierpnia 2005 | Universitario Lima – Alianza Atlético Sullana 1:0 Daniel Maldonado 32                                                                                       |
| 14 sierpnia 2005 | Universidad San Martín Lima – FBC Melgar 7:1 Hernán Rengifo 25, 60, 73, José Chacón 42, Manuel Ugaz 44, Henry Alcázar 62, Pedro García 70 – José Herrera 40 |
| 14 sierpnia 2005 | Sport Áncash Huaraz – Unión Huaral 2:0 Natalio Portillo 29, Renzo Benavides 85                                                                              |
| 14 sierpnia 2005 | Sport Boys Callao – Cienciano Cuzco 1:1 Germán Carty 75 – Miguel Mostto 16                                                                                  |

### Clausura 4
| Data             | Mecz |
| ---------------- | --- |
| 20 sierpnia 2005 | Alianza Lima – Universidad San Martín Lima 0:0                                                                   |
| 20 sierpnia 2005 | Universitario Lima – Club Sporting Cristal 0:1 Luis Bonnet 80                                                    |
| 21 sierpnia 2005 | Cienciano Cuzco – Atlético Universidad Arequipa 3:1 Miguel Mostto 27, 82, Sergio Ibarra 64 – Christian Zuñiga 12 |
| 21 sierpnia 2005 | Unión Huaral – Sport Boys Callao 0:2 Germán Carty 69, Milton Marquillo 83                                        |
| 21 sierpnia 2005 | Coronel Bolognesi Tacna – Universidad César Vallejo Trujillo 2:1 Norbil Romero 21, Junior Ross 81 – C.Garcia 66  |
| 21 sierpnia 2005 | FBC Melgar – Sport Áncash Huaraz 0:0                                                                             |

### Clausura 5
| Data             | Mecz |
| ---------------- | --- |
| 27 sierpnia 2005 | Universitario Lima – Cienciano Cuzco 4:0 Piero Alva 28, Daniel Maldonado 30, 82, Javier Molina 50         |
| 27 sierpnia 2005 | Alianza Atlético Sullana – Club Sporting Cristal 0:0                                                      |
| 27 sierpnia 2005 | Universidad San Martín Lima – Coronel Bolognesi Tacna 0:2 Junior Ross 38, Rodrigo Saraz 88                |
| 27 sierpnia 2005 | Sport Áncash Huaraz – Alianza Lima 1:0 Paulo Ramos 13                                                     |
| 27 sierpnia 2005 | Sport Boys Callao – FBC Melgar 4:1 Germán Carty 46, Henry Colan 54, 79, José Guevara 78s – José Herrera 4 |
| 27 sierpnia 2005 | Atlético Universidad Arequipa – Unión Huaral 2:0 Karlo Calcina 58, C.Sanchez 81                           |

### Clausura 6
| Data                 | Mecz |
| -------------------- | --- |
| 30 sierpnia 2005     | Alianza Lima – Sport Boys Callao 2:0 José Soto 29, Junior Viza 60                                                                 |
| 30 sierpnia 2005     | Coronel Bolognesi Tacna – Sport Áncash Huaraz 1:3 Renzo Sheput 80 – Franco Geovanny Mendoza 12, 75, 90                            |
| 30 sierpnia 2005     | Universidad César Vallejo Trujillo – Universidad San Martín Lima 2:1 Carlos Ibarra 4, Antonio Meza Cuadra 7 – Federico Lagorio 49 |
| 30 sierpnia 2005     | Unión Huaral – Universitario Lima 2:3 Luis Guadalupe 19s, César Goya 85 – Gregorio Bernales 22, Donny Neyra 44, Piero Alva 83     |
| 30 sierpnia 2005     | FBC Melgar – Atlético Universidad Arequipa 1:0 Jorge Ramírez 14                                                                   |
| 19 października 2005 | Cienciano Cuzco – Alianza Atlético Sullana 3:1 Miguel Mostto 67, Sergio Ibarra 71, Giuliano Portilla 76 – Roberto Jimenez 1       |

### Clausura 7
| Data             | Mecz                                                                          |
| ---------------- | ----------------------------------------------------------------------------- |
| 10 września 2005 | Atlético Universidad Arequipa – Alianza Lima 1:0 Mauricio Montes 78           |
| 11 września 2005 | Universitario Lima – FBC Melgar 1:1 Javier Molina 26 – José Guevara 47        |
| 11 września 2005 | Alianza Atlético Sullana – Unión Huaral 1:0 Roberto Jimenez 30                |
| 11 września 2005 | Club Sporting Cristal – Cienciano Cuzco 1:0 César Casas 85                    |
| 11 września 2005 | Sport Áncash Huaraz – Universidad César Vallejo Trujillo 1:0 Javier Espejo 59 |
| 11 września 2005 | Sport Boys Callao – Coronel Bolognesi Tacna 1:0 Víctor Rossel 86              |

### Clausura 8
| Data             | Mecz |
| ---------------- | --- |
| 17 września 2005 | Universidad San Martín Lima – Sport Áncash Huaraz 4:0 José Moisela 33, Jorge Huamán 47, Pablo Lugüercio 58, Pedro García 66 |
| 18 września 2005 | Alianza Lima – Universitario Lima 0:0                                                                                       |
| 18 września 2005 | Coronel Bolognesi Tacna – Atlético Universidad Arequipa 1:2 Roberto Demus 52 – Paul Cominges 25, Christian Zuñiga 83k       |
| 18 września 2005 | Universidad César Vallejo Trujillo – Sport Boys Callao 0:0                                                                  |
| 18 września 2005 | Unión Huaral – Club Sporting Cristal 0:1 Luis Bonnet 84                                                                     |
| 18 września 2005 | FBC Melgar – Alianza Atlético Sullana 2:0 José Herrera 44, Rubén Díaz 73                                                    |

### Clausura 9
| Data             | Mecz |
| ---------------- | --- |
| 24 września 2005 | Club Sporting Cristal – FBC Melgar 4:0 Luis Bonnet 11,15, Ysrael Zúñiga 83, Jorge Antonio Soto 88                                                                           |
| 24 września 2005 | Sport Boys Callao – Universidad San Martín Lima 0:2 Roberto Guizasola 46s, Pablo Lugüercio 58                                                                               |
| 24 września 2005 | Atlético Universidad Arequipa – Universidad César Vallejo Trujillo 3:3 Christian Zuñiga 12, Paul Cominges 16, Nicolás Raimondi 25 – Federico Lagorio 64, 76, J.Hernández 79 |
| 24 września 2005 | Universitario Lima – Coronel Bolognesi Tacna 1:2 Gregorio Bernales 48 – Roberto Demus 50, 65                                                                                |
| 25 września 2005 | Alianza Atlético Sullana – Alianza Lima 2:1 Rafael Villanueva 26, Roberto Jimenez 50 – Waldir Sáenz 42                                                                      |
| 25 września 2005 | Cienciano Cuzco – Unión Huaral 2:1 Sergio Ibarra 18, J.Garcia 42 – Rodrigo Gauna 73                                                                                         |

### Clausura 10
| Data             | Mecz |
| ---------------- | --- |
| 28 września 2005 | FBC Melgar – Cienciano Cuzco 3:0 José Herrera 33, 81, Antonio Serrano 51                                                |
| 28 września 2005 | Sport Áncash Huaraz – Sport Boys Callao 2:0 José Martín Menacho 56, Natalio Portillo 87                                 |
| 28 września 2005 | Universidad San Martín Lima – Atlético Universidad Arequipa 2:1 José Moisela 37k, Pedro García 55 – Juan Montenegro 65k |
| 28 września 2005 | Universidad César Vallejo Trujillo – Universitario Lima 1:0 Federico Lagorio 80                                         |
| 28 września 2005 | Alianza Lima – Club Sporting Cristal 0:0                                                                                |
| 28 września 2005 | Coronel Bolognesi Tacna – Alianza Atlético Sullana 2:0 Rodrigo Saraz 5, Junior Ross 64                                  |

### Clausura 11
| Data                | Mecz |
| ------------------- | --- |
| 1 października 2005 | Club Sporting Cristal – Coronel Bolognesi Tacna 2:0 Sergio Leal 53, Amilton Prado 67                                                                                   |
| 1 października 2005 | Unión Huaral – FBC Melgar 1:1 Javier Salazar 35 – José Herrera 68 |
| 1 października 2005 | Universitario Lima – Universidad San Martín Lima 1:1 Luis Tonelotto 54 – Gerardo Morales 39                                                                            |
| 2 października 2005 | Alianza Atlético Sullana – Universidad César Vallejo Trujillo 4:2 John Jailer Moreno 13, Roberto Jimenez 68, Isaac Ponte 85, 90 – F.Fereyra 29, Antonio Meza Cuadra 78 |
| 2 października 2005 | Cienciano Cuzco – Alianza Lima 2:1 Sergio Ibarra 3, 87 – Wilmer Aguirre 18                                                                                             |
| 2 października 2005 | Atlético Universidad Arequipa – Sport Áncash Huaraz 2:0 Nicolás Raimondi 77, Paul Cominges 92                                                                          |

### Clausura 12
| Data                 | Mecz |
| -------------------- | --- |
| 15 października 2005 | Alianza Lima – Unión Huaral 0:1 Jaime La Torre 69                                                                                       |
| 15 października 2005 | Universidad César Vallejo Trujillo – Club Sporting Cristal 1:4 J.Fernandez 85 – Sergio Leal 7, 89, Ysrael Zúñiga 63, Henry Quinteros 78 |
| 16 października 2005 | Sport Áncash Huaraz – Universitario Lima 1:2 José Martín Menacho 45+2 – Javier Molina 38, John Galliquio 54                             |
| 16 października 2005 | Universidad San Martín Lima – Alianza Atlético Sullana 1:0 Hernán Rengifo 47                                                            |
| 16 października 2005 | Sport Boys Callao – Atlético Universidad Arequipa 2:2 Gustavo Vasallo 56, 92 – Paul Cominges 34, Mauricio Montes 79                     |
| 16 października 2005 | Coronel Bolognesi Tacna – Cienciano Cuzco 2:1 Roberto Demus 58k, Luis Ramírez 78 – Miguel Mostto 49                                     |

### Clausura 13
| Data                 | Mecz |
| -------------------- | --- |
| 22 października 2005 | Club Sporting Cristal – Universidad San Martín Lima 2:2 Ysrael Zúñiga 19, Carlos Zegarra 75 – Pedro García 48, 85                              |
| 22 października 2005 | FBC Melgar – Alianza Lima 2:0 Antonio Serrano 24, Miguel Huertas 91                                                                            |
| 23 października 2005 | Universitario Lima – Sport Boys Callao 2:0 Gregorio Bernales 43, José Corcuera 58s                                                             |
| 23 października 2005 | Alianza Atlético Sullana – Sport Áncash Huaraz 2:2 Roberto Jimenez 14, 50 – Nick Montalva 34, Paulo Zabarbulu 60                               |
| 23 października 2005 | Cienciano Cuzco – Universidad César Vallejo Trujillo 3:2 Miguel Mostto 14, Sergio Ibarra 76, 84k – Francisco Hernández 12, Federico Lagorio 63 |
| 23 października 2005 | Unión Huaral – Coronel Bolognesi Tacna 1:2 Rodrigo Gauna 11k – Rodrigo Saraz 5, Junior Ross 38k                                                |

### Clausura 14
| Data                 | Mecz |
| -------------------- | --- |
| 26 października 2005 | Alianza Atlético Sullana – Sport Boys Callao 4:3 Roberto Jimenez 29, 41, Rafael Villanueva 75, Isaac Ponte 77 – Alfredo Carmona 33k, Henry Colan 74, Milton Marquillo 90 |
| 26 października 2005 | Cienciano Cuzco – Universidad San Martín Lima 2:2 Sergio Ibarra 7, Paolo de la Haza 67 – Carlos Ibarra 60, Fernando del Solar 85                                         |
| 26 października 2005 | Unión Huaral – Universidad César Vallejo Trujillo 2:1 Adán Balbín 8, César Goya 74 – Kohji Aparicio 45                                                                   |
| 26 października 2005 | FBC Melgar – Coronel Bolognesi Tacna 0:1 Luis Ramírez 89 |
| 26 października 2005 | Club Sporting Cristal – Sport Áncash Huaraz 3:1 Ysrael Zúñiga 2, Jorge Antonio Soto 23, 79 – Natalio Portillo 73                                                         |
| 26 października 2005 | Universitario Lima – Atlético Universidad Arequipa 1:0 Miguel Cevasco 83                                                                                                 |

### Clausura 15
| Data                 | Mecz |
| -------------------- | --- |
| 29 października 2005 | Coronel Bolognesi Tacna – Alianza Lima 3:2 Junior Ross 12, Manuel Marengo 69, Roberto Demus – Roberto Holsen 42, Johan Fano 71 |
| 29 października 2005 | Atlético Universidad Arequipa – Alianza Atlético Sullana 2:1 Paul Cominges 68, 83 – Roberto Jimenez 90k                        |
| 29 października 2005 | Sport Áncash Huaraz – Cienciano Cuzco 0:1 Carlos Orejuela 71                                                                   |
| 29 października 2005 | Universidad César Vallejo Trujillo – FBC Melgar 1:2 Federico Lagorio 78 – Rivelino Carassa 33, Antonio Serrano 67              |
| 30 października 2005 | Universidad San Martín Lima – Unión Huaral 1:1 Fernando del Solar 73 – Frank Aguirre 47                                        |
| 30 października 2005 | Sport Boys Callao – Club Sporting Cristal 0:1 Carlos Lobatón 78                                                                |

### Clausura 16
| Data                 | Mecz |
| -------------------- | --- |
| 30 października 2005 | Alianza Atlético Sullana – Universitario Lima 0:1 Luis Tonelotto 38                                                                 |
| 30 października 2005 | Alianza Lima – Universidad César Vallejo Trujillo 0:1 Federico Lagorio 50                                                           |
| 30 października 2005 | FBC Melgar – Universidad San Martín Lima 0:2 Gerardo Morales 54, Wilmer Carrillo 84                                                 |
| 30 października 2005 | Unión Huaral – Sport Áncash Huaraz 2:1 César Goya 53, Victor Oviedo 81 – Natalio Portillo 18                                        |
| 30 października 2005 | Cienciano Cuzco – Sport Boys Callao 5:1 Sergio Ibarra 17, C.Garcia 36, Manuel Arboleda 49, 90, Christian Ortiz 87k – Henry Colan 43 |
| 30 października 2005 | Club Sporting Cristal – Atlético Universidad Arequipa 2:0 William Chiroque 30, David Soria Yoshinari 79                             |

### Clausura 17
| Data             | Mecz |
| ---------------- | --- |
| 5 listopada 2005 | Club Sporting Cristal – Universitario Lima 2:1 Sergio Leal 60, Alberto Rodríguez 91 – Luis Daniel Hernández 56           |
| 5 listopada 2005 | Atlético Universidad Arequipa – Cienciano Cuzco 0:0                                                                      |
| 6 listopada 2005 | Universidad San Martín Lima – Alianza Lima 0:3 Wilmer Aguirre 19, Rinaldo Cruzado 85, Johan Fano 87                      |
| 6 listopada 2005 | Universidad César Vallejo Trujillo – Coronel Bolognesi Tacna 1:2 Federico Lagorio 87 – Carlos Marzuck 59, Junior Ross 69 |
| 6 listopada 2005 | Sport Boys Callao – Unión Huaral 1:0 Milton Marquillo 12                                                                 |
| 6 listopada 2005 | Sport Áncash Huaraz – FBC Melgar 2:2 Juan Figueroa 15, Paulo Ramos 38 – Antonio Serrano 22, Hilden Salas 90              |

### Clausura 18
| Data              | Mecz |
| ----------------- | --- |
| 12 listopada 2005 | FBC Melgar – Sport Boys Callao 1:0 Giancarlo Casas 55                                                                                   |
| 12 listopada 2005 | Club Sporting Cristal – Alianza Atlético Sullana 5:1 Jorge Antonio Soto 42, 55, Carlos Zegarra 74, Sergio Leal 80, 87 – Javier Soria 29 |
| 12 listopada 2005 | Coronel Bolognesi Tacna – Universidad San Martín Lima 1:2 Rodrigo Saraz 35 – Pedro García 60, 74                                        |
| 13 listopada 2005 | Cienciano Cuzco – Universitario Lima 1:1 Sergio Ibarra 81k – Marco Ruiz 59                                                              |
| 13 listopada 2005 | Alianza Lima – Sport Áncash Huaraz 3:0 Wilmer Aguirre 48, Aldo Olcese 64, Johan Fano 74                                                 |
| 13 listopada 2005 | Unión Huaral – Atlético Universidad Arequipa 1:2 Luis Cordero 49 – Larry Yáñez 30, Mauricio Montes 70                                   |

### Clausura 19
| Data              | Mecz |
| ----------------- | --- |
| 13 listopada 2005 | Alianza Atlético Sullana – Cienciano Cuzco 1:0 Marco Antonio Casas 47                                                     |
| 13 listopada 2005 | Universidad San Martín Lima – Universidad César Vallejo Trujillo 0:0                                                      |
| 13 listopada 2005 | Sport Áncash Huaraz – Coronel Bolognesi Tacna 3:1 Juan Vergara 22, Juan Figueroa 52, Nilson Alvarez 70 – Roberto Demus 40 |
| 13 listopada 2005 | Universitario Lima – Unión Huaral 3:0 Luis Tonelotto 4, Piero Alva 44k, 82                                                |
| 13 listopada 2005 | Sport Boys Callao – Alianza Lima 1:0 Fernando Araújo 81                                                                   |
| 13 listopada 2005 | Atlético Universidad Arequipa – FBC Melgar 0:3 Antonio Serrano 14, 54, José Guevara 73                                    |

### Clausura 20
| Data              | Mecz |
| ----------------- | --- |
| 19 listopada 2005 | Universidad César Vallejo Trujillo – Sport Áncash Huaraz 2:2 Federico Lagorio 11k, Francisco Hernández 92 – Franco Geovanny Mendoza 36, Renzo Benavides 65 |
| 19 listopada 2005 | FBC Melgar – Universitario Lima 1:1 Javier Molina 55, Luis Guadalupe 63s                                                                                   |
| 20 listopada 2005 | Unión Huaral – Alianza Atlético Sullana 0:2 Héctor Ramírez 46, Javier Soria 48                                                                             |
| 20 listopada 2005 | Cienciano Cuzco – Club Sporting Cristal 3:0 Juan Bazalar 44, Alessandro Morán 50, C.Garcia 58                                                              |
| 20 listopada 2005 | Alianza Lima – Atlético Universidad Arequipa 3:3 Aldo Olcese 36, Wilmer Aguirre 43, Johan Fano 53 – Karlo Calcina 3, Larry Yáñez 66, Mauricio Montes 70    |
| 20 listopada 2005 | Coronel Bolognesi Tacna – Sport Boys Callao 2:2 Luis Ramírez 50, Charly Vicente 89 – Pedro Plaza 30, Víctor Rossel 61                                      |

### Clausura 21
| Data              | Mecz |
| ----------------- | --- |
| 26 listopada 2005 | Sport Boys Callao – Universidad César Vallejo Trujillo 3:2 Henry Colan 29k, Gustavo Vasallo 62, José Corcuera 90 – Francisco Ferreyra 39, Antonio Meza Cuadra 73 |
| 27 listopada 2005 | Club Sporting Cristal – Unión Huaral 2:0 Alberto Rodríguez 3 – Edson Uribe 61s                                                                                   |
| 27 listopada 2005 | Alianza Atlético Sullana – FBC Melgar 1:0 Isaac Ponte 47 |
| 27 listopada 2005 | Sport Áncash Huaraz – Universidad San Martín Lima 0:1 Pedro García 85                                                                                            |
| 27 listopada 2005 | Atlético Universidad Arequipa – Coronel Bolognesi Tacna 2:3 Paul Cominges 15, Mauricio Montes27 – Carlos Marczuk 54, Roberto Demus 88, Charly Vicente 90         |
| 27 listopada 2005 | Universitario Lima – Alianza Lima 2:1 Piero Alva 9, Mauricio Mendoza 76 – Wilmer Aguirre 70                                                                      |

### Clausura 22
| Data           | Mecz |
| -------------- | --- |
| 3 grudnia 2005 | Alianza Lima – Alianza Atlético Sullana 4:1 Iván Alejandro Furios 12, Wilmer Aguirre 58, 68, Johan Fano 79 – Gustavo Buena 66     |
| 3 grudnia 2005 | Coronel Bolognesi Tacna – Universitario Lima 0:2 Piero Alva 20, 48                                                                |
| 3 grudnia 2005 | Universidad César Vallejo Trujillo – Atlético Universidad Arequipa 3:0 Juan Gutiérrez 12, John Jailer Moreno 61, Rafael Farfán 78 |
| 4 grudnia 2005 | Universidad San Martín Lima – Sport Boys Callao 1:0 Hernán Rengifo 72                                                             |
| 4 grudnia 2005 | FBC Melgar – Club Sporting Cristal 0:2 Jorge Antonio Soto 27, Henry Quinteros 40                                                  |
| 4 grudnia 2005 | Unión Huaral – Cienciano Cuzco 0:0                                                                                                |

### Clausura 23
| Data           | Mecz |
| -------------- | --- |
| 4 grudnia 2005 | Alianza Atlético Sullana – Coronel Bolognesi Tacna 1:2 Roberto Jimenez 59 – Manuel Marengo 70, Charly Vicente 85                           |
| 4 grudnia 2005 | Cienciano Cuzco – FBC Melgar 4:0 J.Garcia 40, 44, Miguel Mostto 74, 86                                                                     |
| 4 grudnia 2005 | Universitario Lima – Universidad César Vallejo Trujillo 2:2 Rafael Farfán 34, Marco Ruiz 42 – Federico Lagorio 10, Francisco Hernández 77  |
| 4 grudnia 2005 | Sport Boys Callao – Sport Áncash Huaraz 2:0 Henry Colan 32, Víctor Rossel 68                                                               |
| 4 grudnia 2005 | Atlético Universidad Arequipa – Universidad San Martín Lima 3:1 Karlo Calcina 35, Paul Cominges 73, Mauricio Montes 88 – Hernán Rengifo 32 |
| 4 grudnia 2005 | Club Sporting Cristal – Alianza Lima 0:0                                                                                                   |

### Clausura 24
| Data            | Mecz |
| --------------- | --- |
| 10 grudnia 2005 | Sport Áncash Huaraz – Atlético Universidad Arequipa 3:2 Franco Geovanny Mendoza 28, Natalio Portillo 45, Walter Bernui 67 – Paul Cominges 46, Christian Zuñiga 67 |
| 10 grudnia 2005 | Universidad César Vallejo Trujillo – Alianza Atlético Sullana 2:3 Pedro Ascoy 2, John Jailer Moreno 61 – Rafael Villanueva 16, 38, Isaac Ponte 84                 |
| 11 grudnia 2005 | Alianza Lima – Cienciano Cuzco 2:0 Aldo Olcese 12, Wilmer Aguirre 91                                                                                              |
| 11 grudnia 2005 | Coronel Bolognesi Tacna – Club Sporting Cristal 1:2 Jorge Johan Vásquez 3 – Jorge Antonio Soto 33, Carlos Lobatón 82                                              |
| 11 grudnia 2005 | FBC Melgar – Unión Huaral 3:1 Rubén Díaz 40, Jorge Ramírez 61, 71 – César Goya 43                                                                                 |
| 11 grudnia 2005 | Universidad San Martín Lima – Universitario Lima 1:0 Pedro García 60k                                                                                             |

### Clausura 25
| Data            | Mecz |
| --------------- | --- |
| 11 grudnia 2005 | Club Sporting Cristal – Universidad César Vallejo Trujillo 1:1 M.Sawa 46 – John Jailer Moreno 38                                                           |
| 11 grudnia 2005 | Alianza Atlético Sullana – Universidad San Martín Lima 1:4 Rafael Villanueva 58 – Gerardo Morales 10, Hernán Rengifo 36, Carlos Ismodes 60, Manuel Ugaz 79 |
| 11 grudnia 2005 | Cienciano Cuzco – Coronel Bolognesi Tacna 0:1 Rodrigo Saraz 13                                                                                             |
| 11 grudnia 2005 | Universitario Lima – Sport Áncash Huaraz 1:0 Gregorio Bernales 87                                                                                          |
| 11 grudnia 2005 | Atlético Universidad Arequipa – Sport Boys Callao 2:0 R.Garate 29, Paul Cominges 61                                                                        |
| 11 grudnia 2005 | Unión Huaral – Alianza Lima 0:2 Wilmer Aguirre 38, Junior Viza 84                                                                                          |

### Clausura 26
| Data            | Mecz |
| --------------- | --- |
| 17 grudnia 2005 | Sport Áncash Huaraz – Alianza Atlético Sullana 1:0 Renzo Benavides 89                                                     |
| 17 grudnia 2005 | Alianza Lima – FBC Melgar 1:0 W.Avalos 9                                                                                  |
| 17 grudnia 2005 | Universidad San Martín Lima – Club Sporting Cristal 1:0 Carlos Ibarra 43                                                  |
| 17 grudnia 2005 | Universidad César Vallejo Trujillo – Cienciano Cuzco 1:1 Antonio Meza Cuadra 44 – Christian Ortiz 80                      |
| 18 grudnia 2005 | Coronel Bolognesi Tacna – Unión Huaral 2:2 Roberto Demus 40, Jorge Johan Vásquez 59 – César Goya 14, Orlando Contreras 36 |
| 18 grudnia 2005 | Sport Boys Callao – Universitario Lima 0:0                                                                                |

### Tabela końcowa turnieju Clausura 2005
| Poz | Klub                               | Mecze | Zw | Rem | Por | Pkt | BrZd | BrStr |
| --- | ---------------------------------- | ----- | -- | --- | --- | --- | ---- | ----- |
| 1   | Club Sporting Cristal              | 24    | 15 | 7   | 2   | 52  | 37   | 13    |
| 2   | Universidad San Martín Lima        | 24    | 14 | 6   | 4   | 48  | 40   | 20    |
| 3   | Coronel Bolognesi Tacna            | 24    | 14 | 2   | 8   | 44  | 38   | 32    |
| 4   | Universitario Lima                 | 24    | 11 | 7   | 6   | 40  | 31   | 20    |
| 5   | Cienciano Cuzco                    | 24    | 9  | 6   | 9   | 33  | 33   | 30    |
| 6   | Sport Áncash Huaraz                | 24    | 9  | 5   | 10  | 32  | 27   | 32    |
| 7   | FBC Melgar                         | 24    | 9  | 5   | 10  | 32  | 26   | 37    |
| 8   | Atlético Universidad Arequipa      | 24    | 9  | 4   | 11  | 31  | 35   | 39    |
| 9   | Alianza Atlético Sullana           | 24    | 9  | 3   | 12  | 30  | 29   | 39    |
| 10  | Sport Boys Callao                  | 24    | 7  | 7   | 10  | 28  | 23   | 30    |
| 11  | Alianza Lima                       | 24    | 7  | 5   | 12  | 26  | 26   | 23    |
| 12  | Universidad César Vallejo Trujillo | 24    | 5  | 7   | 12  | 22  | 31   | 39    |
| 13  | Unión Huaral                       | 24    | 4  | 4   | 16  | 16  | 16   | 38    |

### Klasyfikacja strzelców bramek Clausura 2005
| Gole | Piłkarz            | Klub                               |
| ---- | ------------------ | ---------------------------------- |
| 11   | Paul Cominges      | Atlético Universidad Arequipa      |
| 11   | Federico Lagorio   | Universidad César Vallejo Trujillo |
| 11   | Roberto Jiménez    | Alianza Atlético Sullana           |
| 10   | Roberto Demus      | Coronel Bolognesi Tacna            |
| 10   | Sergio Ibarra      | Cienciano Cuzco                    |
| 9    | Hernán Rengifo     | Universidad San Martín Lima        |
| 9    | Wilmer Aguirre     | Alianza Lima                       |
| 9    | Pedro García       | Universidad San Martín Lima        |
| 9    | Miguel Mostto      | Cienciano Cuzco                    |
| 8    | Isaac Ponte        | Alianza Atlético Sullana           |
| 7    | Piero Alva         | Universitario Lima                 |
| 7    | Jorge Antonio Soto | Club Sporting Cristal              |
| 7    | Junior Ross        | Coronel Bolognesi Tacna            |

## Tabela spadkowa 2005
Tabela sporządzona została na podstawie wyników uzyskanych w trzech ostatnich sezonach. O kolejności decyduje liczba punktów w przeliczeniu na 1 mecz.
| Poz | Klub                               | Mecze | Punkty | Punkty/mecz |
| --- | ---------------------------------- | ----- | ------ | ----------- |
| 1   | Club Sporting Cristal              | 138   | 261    | 1,89        |
| 2   | Alianza Lima                       | 138   | 246    | 1,78        |
| 3   | Cienciano Cuzco                    | 137   | 239    | 1,74        |
| 4   | Universitario Lima                 | 139   | 212    | 1,53        |
| 5   | Alianza Atlético Sullana           | 139   | 202    | 1,45        |
| 6   | Coronel Bolognesi Tacna            | 139   | 198    | 1,42        |
| 7   | Sport Áncash Huaraz                | 48    | 68     | 1,42        |
| 8   | Universidad San Martín Lima        | 100   | 136    | 1,36        |
| 9   | Sport Boys Callao                  | 139   | 185    | 1,33        |
| 10  | FBC Melgar                         | 139   | 169    | 1,22        |
| 11  | Unión Huaral                       | 139   | 168    | 1,21        |
| 12  | Universidad César Vallejo Trujillo | 100   | 106    | 1,06        |
| 13  | Atlético Universidad Arequipa      | 137   | 143    | 1,04        |

## Tabela sumaryczna sezonu 2005
| Poz | Klub                               | Mecze | Zw | Rem | Por | Pkt | BrZd | BrStr |
| --- | ---------------------------------- | ----- | -- | --- | --- | --- | ---- | ----- |
| 1   | Universitario Lima                 | 48    | 24 | 16  | 8   | 88  | 71   | 40    |
| 2   | Club Sporting Cristal              | 48    | 24 | 16  | 8   | 88  | 71   | 41    |
| 3   | Cienciano Cuzco                    | 48    | 25 | 9   | 14  | 84  | 70   | 51    |
| 4   | Universidad San Martín Lima        | 48    | 22 | 13  | 13  | 79  | 68   | 46    |
| 5   | Coronel Bolognesi Tacna            | 48    | 22 | 13  | 13  | 79  | 63   | 53    |
| 6   | Sport Áncash Huaraz                | 48    | 19 | 9   | 20  | 66  | 55   | 65    |
| 7   | Alianza Lima                       | 48    | 16 | 16  | 16  | 64  | 69   | 48    |
| 8   | Sport Boys Callao                  | 48    | 15 | 14  | 19  | 59  | 54   | 64    |
| 9   | FBC Melgar                         | 48    | 16 | 11  | 21  | 59  | 58   | 79    |
| 10  | Atlético Universidad Arequipa      | 48    | 14 | 12  | 22  | 54  | 61   | 79    |
| 11  | Alianza Atlético Sullana           | 48    | 12 | 13  | 23  | 49  | 58   | 86    |
| 12  | Universidad César Vallejo Trujillo | 48    | 9  | 17  | 22  | 44  | 59   | 75    |
| 13  | Unión Huaral                       | 48    | 8  | 13  | 27  | 37  | 40   | 70    |

## Campeonato Peruano 2005
Według regulaminu o mistrzostwo kraju walczą zwycięzcy turniejów Apertura i Clausura. Gdyby ten sam klub zwyciężył w obu tych turniejach, automatycznie zostałby mistrzem Peru. By dany klub mógł walczyć o mistrzostwo kraju, nie tylko musi wygrać jeden z dwóch turniejów (Apertura lub Clausura), ale jednocześnie musi zmieścić się w najlepszej szóstce drugiego turnieju. Jeśli jeden ze zwycięzców nie zmieści się w najlepszej szóstce drugiego turnieju, to meczu o mistrzostwo nie będzie, a mistrzem Peru będzie drużyna, która wygrała jeden z turniejów (Apertura lub Clausura) i w drugim znalazła się w pierwszej szóstce. W przypadku, gdy obaj zwycięzcy turniejów nie uplasują się w czołowej szóstce „przegranych turniejów”, to mistrzem Peru zostanie najlepszy klub w tabeli sumarycznej sezonu.
O mistrzostwo Peru zmierzył się zwycięzca turnieju Apertura (Cienciano Cuzco – w Clausura 5. miejsce) ze zwycięzcą turnieju Clausura (Club Sporting Cristal – w Apertura 4. miejsce).
| Data            | Mecz |
| --------------- | --- |
| 21 grudnia 2004 | Club Sporting Cristal – Cienciano Cuzco 1:0 (1:0) 1:0 Carlos Zegarra 44 mecz rozegrany został w Arequipa |

Mistrzem Peru w 2005 roku został klub Club Sporting Cristal, natomiast wicemistrzem Peru – klub Cienciano Cuzco.

## Strzelcy bramek 2005
| Gole | Piłkarz                   | Klub                                                         |
| ---- | ------------------------- | ------------------------------------------------------------ |
| 18   | Miguel Mostto             | Cienciano Cuzco                                              |
| 17   | Sergio Ibarra             | Cienciano Cuzco                                              |
| 17   | Roberto Demus             | Coronel Bolognesi Tacna                                      |
| 16   | Paul Cominges             | Atlético Universidad Arequipa                                |
| 15   | Hernán Rengifo            | Universidad San Martín Lima                                  |
| 14   | Pedro García              | Universidad San Martín Lima                                  |
| 14   | Antonio Serrano           | FBC Melgar                                                   |
| 13   | Wilmer Aguirre            | Alianza Lima                                                 |
| 13   | Roberto Jiménez           | Alianza Atlético Sullana                                     |
| 13   | Jorge Antonio Soto        | Club Sporting Cristal                                        |
| 12   | Piero Alva                | Universitario Lima                                           |
| 12   | Junior Ross               | Coronel Bolognesi Tacna                                      |
| 12   | Henry Colan               | Sport Boys Callao                                            |
| 11   | Natalio Portillo          | Sport Áncash Huaraz                                          |
| 11   | Luis Bonnet               | Club Sporting Cristal                                        |
| 11   | José Herrera              | FBC Melgar                                                   |
| 11   | Gustavo Vassallo          | Sport Boys Callao                                            |
| 11   | César Goya                | Unión Huaral                                                 |
| 10   | Javier Molina             | Universitario Lima                                           |
| 10   | Daniel Maldonado          | Unión Huaral / Universitario Lima                            |
| 10   | Juan Diego González Vigil | Alianza Lima                                                 |
| 10   | Rodrigo Saraz             | Coronel Bolognesi Tacna / Universidad César Vallejo Trujillo |